# Reichartshausen
Reichartshausen là một thị xã nằm ở huyện Rhein-Neckar, thuộc bang Baden-Württemberg của Đức.